# Чешинянка (заповедник)

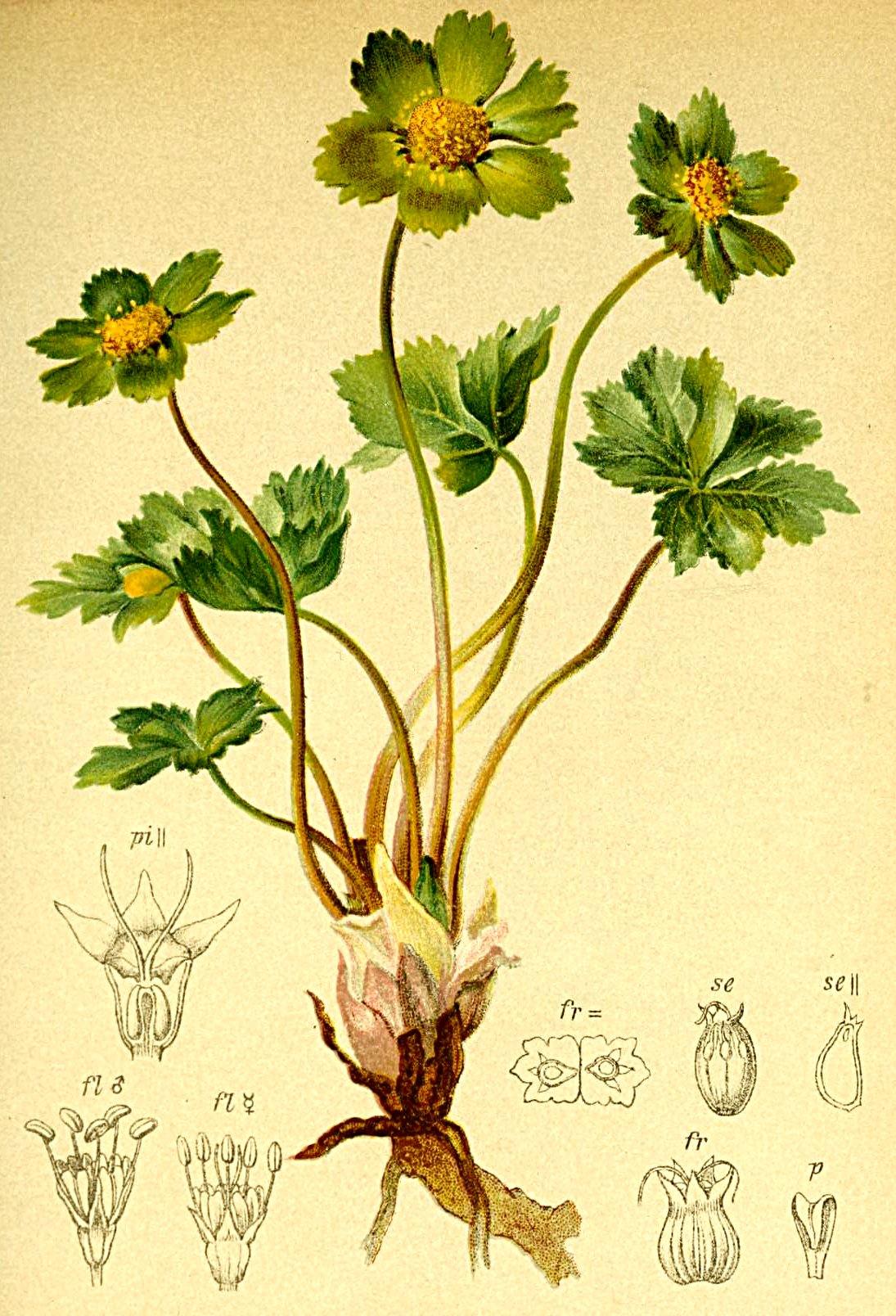
Hacquetia epipactis

Заповедник «Чешиня́нка» (пол. Rezerwat przyrody "Cieszynianka") — флористический заповедник в Польше на территории сельской гмины Могиляны, Краковский повят, Малопольское воеводство. Находится в 1 км на юго-запад от села Могиляны.
Заповедник был создан 20 ноября 1969 года решением польского Министерства лесного хозяйства и деревообрабатывающей промышленности на территории лесничества «Кальвария» для сохранения и научных исследований центрально-европейского эндемика растения аккеция (Hacquetia epipactis), которая произрастает в смешанном буково-берёзовом лесе, который находится на северных склонах могилянских холмов. Часть леса относится к фитосоциологическому типу Fagetalia sylvaticae, другая часть — к типу «Querceto-Carpinetum». Лес находится на территории, ограниченной на востоке участком, на котором протекает между старым шоссе Краков — Могиляны ручей Жепник, на юге — дорогой Могиляны —Кулежув — Букув и на западе — административной границей села Хоровице.
Площадь заповедника составляет 10,73 га.

## Источник
- Tadeusz Galarowski Mogilany — zarys monograficzny, PAN Kraków — Nauka Dla Wszystkich nr 270, Ossolineum 1976